# 吉姆·波拉德
吉姆·波拉德（英語：Jim Pollard，1922年7月9日—1993年1月22日），美国NBA联盟前职业篮球运动员。奈史密斯籃球名人堂成員之一。